# Pomaria
Pomaria war eine antike Stadt in der römischen Provinz Mauretania Caesariensis im Norden von Algerien bei Tlemcen.
In der Spätantike war Pomaria Bischofssitz, darauf geht das Titularbistum Pomaria zurück.